# Leucosolenia solida
Leucosolenia solida är en svampdjursart som beskrevs av Brøndsted 1931. Leucosolenia solida ingår i släktet Leucosolenia och familjen Leucosoleniidae. Inga underarter finns listade i Catalogue of Life.